# 2015 i sydkoreansk musik
2015 i sydkoreansk musik innebär musikrelaterade händelser i Sydkorea under år 2015.
Det bäst säljande albumet i landet under året var Exodus av pojkbandet EXO, medan den bäst säljande singeln var "Bang Bang Bang" av pojkbandet Big Bang. Den artist som fick ta emot flest priser för årets artist vid sydkoreanska musikgalor var pojkbandet Big Bang, medan den artist som fick ta emot flest priser för årets nya artist var pojkbandet iKON. Årets album gick flest gånger till Exodus av pojkbandet EXO, medan årets låt gick flest gånger till "Bang Bang Bang" av pojkbandet Big Bang.
Under året hölls flera större musikevenemang. Noterbara debuterande musikgrupper under året som kom att ha framgångsrika framtida karriärer inkluderar tjejgrupper som GFriend och Twice, samt pojkband som iKON och Seventeen. Noterbara musikgrupper som upplöstes under året och som hade framgångsrika karriärer inkluderar tjejgruppen Jewelry.

## Försäljning

### Singlar
- Lista över singelettor på Gaon Chart 2015

Den mest sålda låten genom digital nedladdning var "Bang Bang Bang" av Big Bang med fler än 1,5 miljoner nedladdningar, vilket också var den mest sålda låten genom strömning med fler än 82 miljoner spelningar.
| Rank | Artist                  | Sångtitel                 |
| ---- | ----------------------- | ------------------------- |
| 1    | Big Bang                | "Bang Bang Bang"          |
| 2    | Big Bang                | "Loser"                   |
| 3    | Naul                    | "Living in the Same Time" |
| 4    | Big Bang                | "Bae Bae"                 |
| 5    | Zion.T                  | "Eat"                     |
| 6    | Baek A-yeon ft. Young K | "Shouldn't Have"          |
| 7    | EXO                     | "Call Me Baby"            |
| 8    | Hyukoh                  | "Wi Ing Wi Ing"           |
| 9    | Maroon 5                | "Sugar"                   |
| 10   | IU & Park Myeong-su     | "Leon"                    |

### Album
- Lista över albumettor på Gaon Chart 2015

Det mest sålda albumet var Exodus av EXO med fler än 470 000 sålda skivor.
| Rank | Artist       | Albumtitel                                |
| ---- | ------------ | ----------------------------------------- |
| 1    | EXO-K        | Exodus                                    |
| 2    | EXO-K        | Sing For You                              |
| 3    | EXO-K        | Love Me Right                             |
| 4    | EXO-M        | Exodus                                    |
| 5    | BTS          | The Most Beautiful Moment in Life, Part 2 |
| 6    | BTS          | The Most Beautiful Moment in Life, Part 1 |
| 7    | EXO-M        | Sing For You                              |
| 8    | SHINee       | Odd                                       |
| 9    | Super Junior | Devil                                     |
| 10   | TVXQ         | Rise as God                               |

## Utmärkelser
| Prisutdelning           | Kategori     | Kategori                     | Kategori                                                         | Kategori                  |
| Prisutdelning           | Årets artist | Årets nya artist             | Årets album                                                      | Årets låt                 |
| ----------------------- | ------------ | ---------------------------- | ---------------------------------------------------------------- | ------------------------- |
| Gaon Chart Music Awards | —            | GFriend iKON                 | EXO EXODUS EXO Love Me Right Super Junior Devil EXO Sing for You | 12 vinnare                |
| Golden Disc Awards      | 20 vinnare   | GFriend iKON Seventeen Twice | EXO EXODUS                                                       | Big Bang "Loser"          |
| Korean Music Awards     | Deepflow     | Hyukoh                       | E Sens The Anecdote                                              | Big Bang "Bae Bae"        |
| Melon Music Awards      | Big Bang     | GFriend iKON                 | EXO EXODUS                                                       | Big Bang "Bang Bang Bang" |
| Mnet Asian Music Awards | Big Bang     | iKON Twice                   | EXO EXODUS                                                       | Big Bang "Bang Bang Bang" |
| Seoul Music Awards      | EXO          | GFriend iKON Seventeen       | BoA Kiss My Lips                                                 | Big Bang "Bang Bang Bang" |

## Händelser

### Evenemang
- 14-15 januari: Golden Disc Awards 2014 hålls i MasterCard Center i Peking (Kina).[5]
- 22 januari: Seoul Music Awards 2014 hålls i Olympic Gymnastics Arena i Seoul.[6]
- 28 januari: Gaon Chart Music Awards 2014 hålls i Olympic Gymnastics Arena i Seoul.[7]
- 7 november: Melon Music Awards 2015 hålls i Olympic Gymnastics Arena i Seoul.[8]
- 2 december: Mnet Asian Music Awards 2015 hålls i AsiaWorld-Arena i Hongkong (Kina).[9]

### Bildanden
- Rainbow Bridge World (skivbolag)

## Artister

### Debuterande musikgrupper
|       |
| April |

|     |
| CLC |

|      |
| Day6 |

|         |
| GFriend |

|      |
| iKON |

|            |
| Oh My Girl |

|          |
| Playback |

|           |
| Seventeen |

|        |
| Snuper |

|      |
| SUS4 |

|       |
| Twice |

|          |
| UP10TION |

### Upplösta musikgrupper
|                       |
| Bob Girls (2014–2015) |

|                        |
| F-ve Dolls (2011–2015) |

|                  |
| Glam (2012–2015) |

|                     |
| Jewelry (2001–2015) |

|                 |
| LC9 (2013–2015) |

### Medlemsförändringar
- 4TEN: Heeo, Yun och Hajeong går med gruppen. TEM, Eujin och Hajeong lämnar gruppen.
- April: Somin lämnar gruppen.
- Berry Good: Seoyul, Daye och Sehyung går med gruppen. Subin, Iera och Nayeon lämnar gruppen.
- BIGFLO: Kichun går med gruppen.
- Blady: Gabin, Dayeong, Giru och Yeeun går med gruppen. Coco, Kangyoon, Soojin och Yeji lämnar gruppen.
- Dal Shabet: Jiyul och Gaeun lämnar gruppen.
- Day6: Dowoon går med gruppen.
- EXO: Tao lämnar gruppen.
- f(x): Sulli lämnar gruppen.
- JJCC: Yul och Zica går med gruppen.
- Lovelyz: Jisoo går med gruppen.
- Lunafly: Teo lämnar gruppen.
- Nine Muses: Sojin och Keumjo går med gruppen.
- Rania: Alex, Zi.U och Hyeme går med gruppen.
- Red Velvet: Yeri går med gruppen.
- Super Junior: Kibum lämnar gruppen.
- SUS4: Jimin och Hena lämnar gruppen.
- Wanna.B: Ami, Eunsom och Seoyoon går med gruppen. Saebom, J.Bin och Yoonseul lämnar gruppen.
- Wonder Girls: Sunmi går med gruppen.

## Albumsläpp

### Första kvartalet
| Datum    | Artist           | Albumtitel              |
| Januari  | Januari          | Januari                 |
| -------- | ---------------- | ----------------------- |
| 13       | Tahiti           | Fall Into Temptation    |
| 15       | GFriend          | Season of Glass         |
| 21       | Davichi          | Davichi Hug             |
| 23       | Nine Muses       | Drama                   |
| 23       | U-KISS           | Always                  |
| Februari |                  |                         |
| 9        | 4Minute          | Crazy                   |
| 16       | Amber Liu        | Beautiful               |
| 23       | Rainbow          | Innocent                |
| 23       | Shinhwa          | We                      |
| 24       | VIXX             | Boys' Record            |
| Mars     |                  |                         |
| 3        | Lovelyz          | Hi~                     |
| 4        | Fiestar          | Black Label             |
| 5        | Shannon Williams | Eighteen                |
| 9        | Boyfriend        | Boyfriend in Wonderland |
| 12       | Gain             | Hawwah                  |
| 13       | Lunafly          | Hermosos Recuerdos      |
| 16       | Minah            | I Am a Woman Too        |
| 18       | Red Velvet       | Ice Cream Cake          |
| 19       | CLC              | First Love              |
| 23       | F.T. Island      | I Will                  |
| 27       | Crayon Pop       | FM                      |
| 27       | Laboum           | Sugar Sugar             |
| 30       | EXO              | EXODUS                  |
| 30       | Miss A           | Colors                  |
| 31       | Blady            | Renovation              |

### Andra kvartalet
| Datum | Artist        | Albumtitel                                |
| April | April         | April                                     |
| ----- | ------------- | ----------------------------------------- |
| 13    | EXID          | Ah Yeah                                   |
| 13    | Cross Gene    | Play With Me                              |
| 15    | Dal Shabet    | Joker Is Alive                            |
| 20    | Oh My Girl    | Oh My Girl                                |
| 29    | Bangtan Boys  | The Most Beautiful Moment in Life, Part 1 |
| Maj   |               |                                           |
| 7     | Hahm Eun-jung | I'm Good                                  |
| 7     | Hyosung       | Fantasia                                  |
| 8     | Bestie        | Love Emotion                              |
| 12    | BoA           | Kiss My Lips                              |
| 14    | Monsta X      | Trespass                                  |
| 18    | SHINee        | Odd                                       |
| 21    | History       | Beyond The History                        |
| 26    | Kara          | In Love                                   |
| 28    | CLC           | Question                                  |
| 28    | Halo          | Grow Up                                   |
| 28    | Urban Zakapa  | UZ                                        |
| 29    | Seventeen     | 17 Carat                                  |
| Juni  |               |                                           |
| 3     | EXO           | Love Me Right                             |
| 9     | MBLAQ         | Mirror                                    |
| 9     | Melody Day    | #LoveMe                                   |
| 12    | December      | Reason                                    |
| 15    | 2PM           | No.5                                      |
| 19    | Mamamoo       | Pink Funky                                |
| 22    | AOA           | Heart Attack                              |
| 22    | Sistar        | Shake It                                  |
| 22    | Teen Top      | Natural Born Teen Top                     |
| 25    | Playback      | Playback                                  |
| 30    | BtoB          | Complete                                  |

### Tredje kvartalet
| Datum     | Artist            | Albumtitel                 |
| Juli      | Juli              | Juli                       |
| --------- | ----------------- | -------------------------- |
| 2         | Nine Muses        | 9Muses S/S Edition         |
| 6         | Girl's Day        | Love                       |
| 7         | Minx              | Love Shake                 |
| 13        | Got7              | Just Right                 |
| 13        | Infinite          | Reality                    |
| 14        | Goo Ha-ra         | Alohara (Can You Feel It?) |
| 16        | Super Junior      | Devil                      |
| 20        | Sonamoo           | Cushion                    |
| 20        | TVXQ              | Rise as God                |
| 21        | Apink             | Pink Memory                |
| 22        | Hello Venus       | I'm Ill                    |
| 22        | Z.Hera            | XOX                        |
| 23        | GFriend           | Flower Bud                 |
| 27        | Beast             | Ordinary                   |
| Augusti   |                   |                            |
| 3         | SHINee            | Married to the Music       |
| 3         | Wonder Girls      | Reboot                     |
| 4         | T-ara             | So Good                    |
| 10        | B1A4              | Sweet Girl                 |
| 19        | Girls' Generation | Lion Heart                 |
| 19        | SG Wannabe        | The Voice                  |
| 21        | Hyuna             | A+                         |
| 21        | JJCC              | Ackmong                    |
| 24        | April             | Dreaming                   |
| September |                   |                            |
| 2         | Playback          | I Wonder                   |
| 4         | Big Star          | Shine A Moon Light         |
| 7         | Day6              | The Day                    |
| 7         | Monsta X          | Rush                       |
| 9         | Red Velvet        | The Red                    |
| 10        | Seventeen         | Boys Be                    |
| 11        | UP10TION          | Top Secret                 |
| 14        | CNBLUE            | 2gether                    |
| 14        | DIA               | Do It Amazing              |
| 16        | Super Junior      | Magic                      |
| 30        | Got7              | Mad                        |
| 30        | Lovelyz           | Lovelyz8                   |

### Fjärde kvartalet
| Datum    | Artist           | Albumtitel                                |
| Oktober  | Oktober          | Oktober                                   |
| -------- | ---------------- | ----------------------------------------- |
| 1        | Ailee            | Vivid                                     |
| 1        | iKON             | Welcome Back                              |
| 7        | Melody Day       | Speed Up                                  |
| 7        | Taeyeon          | I                                         |
| 8        | BIGFLO           | Incant                                    |
| 8        | Oh My Girl       | Closer                                    |
| 12       | BtoB             | I Mean                                    |
| 20       | Twice            | The Story Begins                          |
| 23       | IU               | Chat-Shire                                |
| 27       | f(x)             | 4 Walls                                   |
| 30       | Hahm Eun-jung    | Goodbye                                   |
| November |                  |                                           |
| 3        | Gavy NJ          | Hello                                     |
| 5        | Brown Eyed Girls | Basic                                     |
| 5        | Rania            | Demonstrate                               |
| 10       | VIXX             | Chained Up                                |
| 16       | B.A.P            | Matrix                                    |
| 16       | Snuper           | Shall We                                  |
| 17       | Dynamic Duo      | Grand Carnival                            |
| 24       | Nine Muses       | Lost                                      |
| 25       | April            | Boing Boing                               |
| 26       | UP10TION         | Bravo!                                    |
| 30       | Bangtan Boys     | The Most Beautiful Moment in Life, Part 2 |
| December |                  |                                           |
| 3        | Halo             | Young Love                                |
| 4        | TaeTiSeo         | Dear Santa                                |
| 6        | Laboum           | Aalow Aalow                               |
| 7        | Lovelyz          | Lovelinus                                 |
| 10       | EXO              | Sing for You                              |
| 20       | April            | Snowman                                   |
| 24       | iKON             | Welcome Back (Full Album)                 |